# 泉阳镇 (抚松县)
泉阳镇，是中华人民共和国吉林省白山市抚松县下辖的一个乡镇级行政单位。

## 行政区划
泉阳镇下辖以下地区：
长林社区、沿河社区、春阳社区、东风社区、新华社区、向阳社区、江东村、错草村、红旗村、河口村、西顶子村、泉阳河村、影壁山村、东方红村和泉阳岛村。